# Portrait d'un joueur de luth
Le Portrait d'un joueur de luth est une peinture à l'huile sur panneau de bois (81,2 × 57,7 cm) du Pontormo, datant d'entre 1529 et 1530 et conservée depuis 2017 dans la collection Alana d'Álvaro Saieh et Ana Guzmán à Newark (Delaware) aux États-Unis. 

## Historique
Pontormo peint le Portrait d'un joueur de luth entre 1529 et 1530, durant la période de transition entre la république de Florence et le duché d'Alexandre de Médicis qui suit le siège de Florence de 1530. Jusqu'en 1956, le tableau est conservé dans les palais de la famille Guicciardini, date à laquelle il passe dans une collection privée en Allemagne. Il est acquis par Eckart Lingenaauber puis par la famille Lorenzelli en 2015. Il entre en 2017 dans la collection Alana conservée par Álvaro Saieh et Ana Guzmán dans leur résidence de Newark dans l'État du Delaware aux États-Unis.
Le tableau est présenté à la Mostra del Cinquecento toscano au palais Strozzi de Florence en 1940 puis à la Mostra del Pontormo e del primo manierismo fiorentino en 1956. En 2015 il paraît à l'exposition Florence, portraits à la cour des Mécidis du musée Jacquemart-André à Paris et en 2016 à l'exposition Maniera, Pontormo, Bronzino and Medici, Florence du musée Städel de Francfort-sur-le-Main. En 2019-2020, il fait partie des soixante-quinze œuvres prêtées par la collection Alana au musée Jacquemart-André pour l'exposition La collection Alana. Chefs-d'œuvre de la peinture italienne.

## Composition
« L'un des plus beaux portraits de Jacopo Pontormo, le maître de Bronzino » et « l'un des plus grands chefs-d'œuvre » de la collection Alana, le Portrait d'un joueur de luth montre un jeune luthiste accordant son instrument. Le jeune musicien est présenté à mi-corps, coiffé d'un léger béret noir penché sur son front au-dessus d'un visage à l'expression vive. Le fin col blanc d'une chemise souligne l'encolure d'un vêtement noir sans manches entre-baillé sur le plastron boutonné d'un pourpoint rose dont les larges manches au plissement souple, à la matière et au coloris chatoyants et lumineux rappellent ceux des vêtements des quatre femmes de la Visitation de Carmignano. 
Le geste du jeune homme accordant le luth au bois jaune qui repose sur son genou droit symbolise « l'union et la concorde » et souligne l'importance des arts à Florence y compris à cette époque de transition troublée.

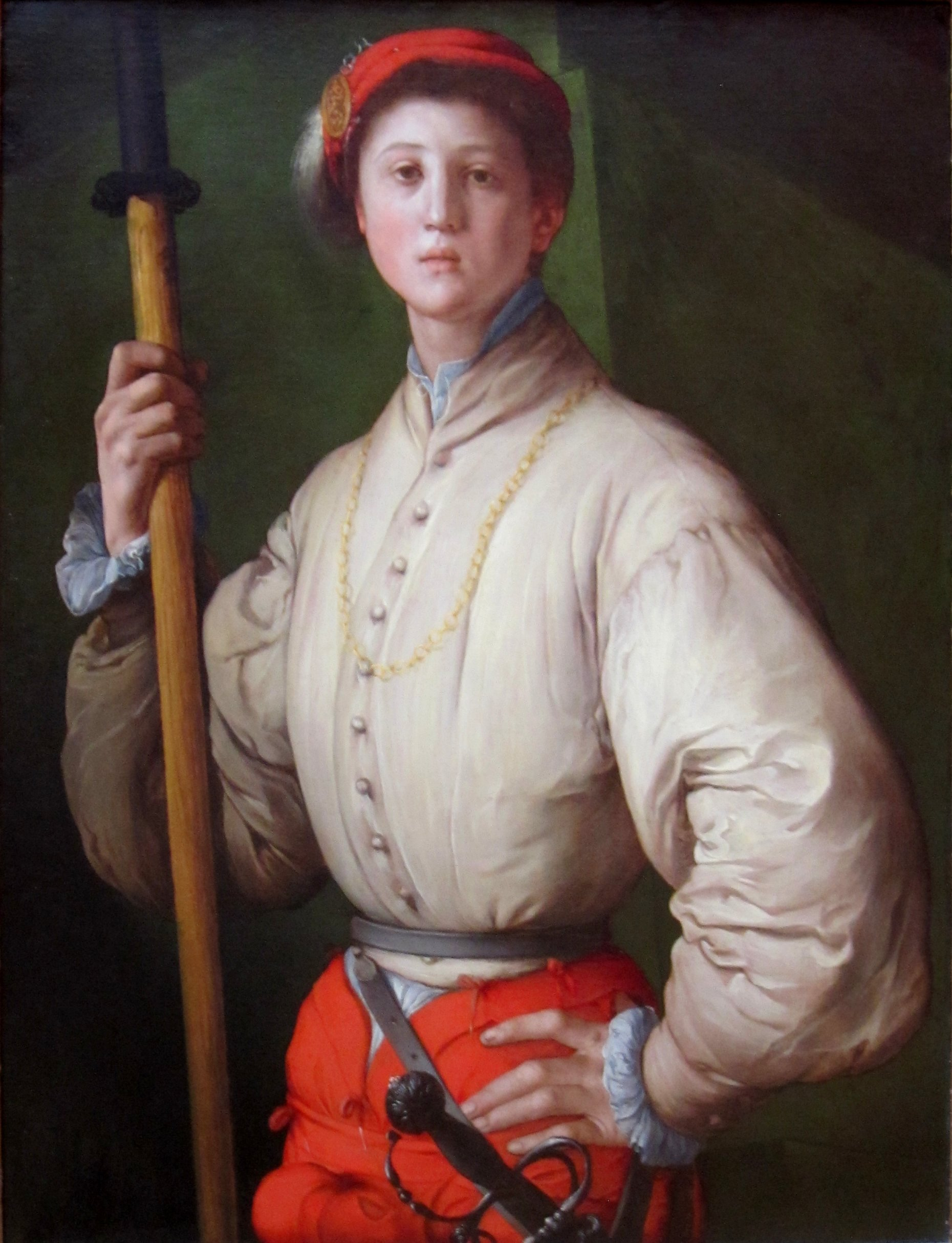
Portrait d'un hallebardier (1530), Pontormo, J. Paul Getty Museum, Los Angeles
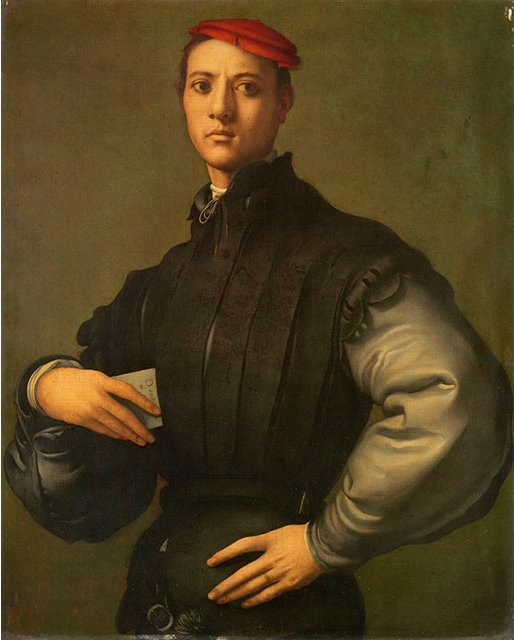
Portrait d'un jeune homme au chapeau rouge (1530), Pontormo, collection J. Tomilson Hill, conservé au Royaume-Uni